# Transport Fever
Transport Fever ist das zweite Computerspiel der schweizerischen Spieleentwickler von Urban Games aus Schaffhausen. Die Wirtschaftssimulation wurde am 8. November 2016 für Windows, macOS und Linux veröffentlicht. Das Spiel ist der Nachfolger von Train Fever (2014) und orientiert sich stark an dessen Konzepten. Nachfolger ist das 2019 erschienene Spiel Transport Fever 2.

## Spielprinzip
Ebenso wie Train Fever ist Transport Fever eine Verkehrssimulation. Auf einer zufallsgenerierten Karte müssen Städte per Bus, Bahn, Schiff oder Flugzeug verbunden und Personen sowie Güter transportiert werden. Auch innerstädtischer Verkehr ist per Bus und Tram möglich. Der Spieler startet dabei im Jahr 1850 (oder nach Wunsch auch später) und spielt bis in die Zukunft. Nach und nach werden bis ins Jahr 2014 neue und bessere Transportfahrzeuge freigeschaltet. Der Spieler spielt dabei entweder in einem europäischen oder US-amerikanischen Setting. Das Spiel unterstützt benutzerdefinierte Mods. Dafür steht unter Steam ein Workshop zur Verfügung, über den Mods und Kartenmaterial heruntergeladen werden kann. Weiterhin können auch Workshop-Externe Mods im Spielverzeichnis installiert werden.
Neben dem freien Spiel gibt es auch Kampagnen für Europa und die USA, in der je sieben Missionen abgeschlossen werden müssen.

## Rezeption
Die GameStar nennt die Transportsimulation vielschichtig, bei der die vielen Waren und Transportketten zum Tüfteln einladen. Positiv hervorgehoben wurden das gegenüber dem Vorgänger Train Fever verbesserte Frachtsystem und die neuen Transportmittel, die Bedienung bleibe jedoch weiterhin fummelig.
Die Kampagne sei herausfordernd und umfangreich. Im freien Modus könne sich der Spieler voll entfalten. Mods werden über den Steam Workshop unterstützt und böte real nachgebaute Bahnhöfe, Lokomotiven oder neue Streckenelemente. Der Wirtschaftsteil sei einfach gehalten, so sind Transportpreise stets fest vorgegeben. Gegenspieler sind nicht vorhanden. Für große Karte sei starke Hardware notwendig. Das Spiel sei ein gelungener Klon von Transport Tycoon in Modelleisenbahn-Optik. Spielerisch werde jedoch kaum mehr geboten als in den klassischen Vorbildern. Die Steuerung sei trotz kleiner Bauhilfe oft frustrierend. Bei der Modellierung der über 120 Transportfahrzeuge und dem städtischen Treiben zeige sich die Liebe zum Detail der Entwickler. Das spielerische Tempo sei deutlich unterhalb von Aufbauspielen wie Sim City oder Cities: Skylines. Wenn auch die Menüführung mitunter verwirre handele es sich um ein zeitlos faszinierendes Spielprinzip. Transport Fever besitze mehr Tiefgang und verbesserte Grafik und Performance im Vergleich zum Vorgänger Train Fever.